# Йозгат (вилает)
Йозгат (на турски: Yozgat) е вилает без излаз на море в Централна Турция. Двата най-големи вилаета, с които граничи са Сивас и Кайсери. Административен център на вилаета е едноименният град Йозгат. Вилает Йозгат е с население от 418 442 души (2023 г.) и обща площ от 14 072 кв. км. Разделен е на 14 общини. Губернатор е Зия Полат.

## Население
Численост на населението на вилаета и на едноименният град според преброяванията през годините:
| Година | Вилает       | Град   |
| ------ | ------------ | ------ |
| 1990   | Няма информ. | 50 335 |
| 2000   | 682 919      | 73 930 |
| 2012   | 465 214      | 76 745 |
| 2018   | 418 650      | 88 730 |
| 2023   | 418 442      | 92 643 |